# Juleen Zierath
Juleen Rae Zierath, född 1961 i Milwaukee i USA, är en amerikansk-svensk fysiolog och professor vid  Karolinska Institutet. 
Juleen Zierath studerade vid University of Wisconsin-River Falls i Wisconsin, där hon 1984 tog en bachelorexamen, och vid Ball State University i Indiana, där hon 1986 tog en masterexamen. Hon blev därefter doktorand vid Karolinska Institutet, där hon disputerade 1995. Efter att ha varit postdoc vid Harvard Medical School återvände hon till Karolinska Institutet 1996, där hon blev docent 1998, universitetslektor i experimentell klinisk fysiologi 2000 och professor i klinisk integrativ fysiologi den 1 februari 2001.
Efter att inledningsvis ha gällt träningsfysiologi är Juleen Zieraths forskning numera framför allt inriktad på diabetes. Hon studerar cellulära mekanismer som hör ihop med insulinresistens vid typ 2-diabetes.
Juleen Zierath invaldes 2009 som ledamot av Vetenskapsakademien. Hon är från 2011 ledamot av Nobelkommittén för fysiologi eller medicin.